# Синдром на Мюнхаузен
Синдромът на Мюнхаузен е симулативно разстройство, при което засегнатите от него се преструват (симулират), че са болни или имат психологична травма, за да привлекат внимание, симпатия или увереност към себе си. Синдромът на Мюнхаузен се вписва в подкласа на фактично разстройство с преобладаващо физически признаци и симптоми, но пациентите също имат и история на повтаряща се хоспитализация, пътувания и драматични, изключително невероятни приказки за изминал опит. Синдромът е описан за първи път от британеца Ричард Ашър, който го кръщава на барон Мюнхаузен, който украсява богато личните си преживявания.